# Ключик, Семён Леонидович
Семён Леони́дович Клю́чик (укр. Семен Леонідович Ключик; род. 23 декабря 1997, Запорожье) — украинский футболист, защитник

## Биография
Воспитанник ДЮСШ запорожского «Металлурга», где его первым тренером был Д. А. Высоцкий. С 2010 по 2014 год провёл 70 матчей и забил 7 мячей в чемпионате ДЮФЛ.
27 августа 2014 года дебютировал за юношескую (до 19 лет) команду «Металлурга» в выездной игре против днепропетровского «Днепра», а за молодёжную (до 21 года) команду впервые сыграл 29 мая 2015 года в выездном поединке против киевского «Динамо».
29 ноября 2015 года дебютировал в основном составе «Металлурга» в выездном матче Премьер-лиги против луцкой «Волыни», выйдя на замену вместо Александра Каплиенко на 79-й минуте встречи, а уже 4 декабря в домашнем (но проводившемся в Киеве) поединке чемпионата против киевского «Динамо» впервые вышел в стартовом составе и провёл на поле всю игру. Во время зимнего перерыва сезона 2015/16 покинул «Металлург» в связи с процессом ликвидации клуба. Всего за время выступлений в составе запорожской команды провёл 2 матча в чемпионате, 10 встреч в молодёжном первенстве и 18 поединков (в которых забил 1 гол) в юношеском турнире.
В январе 2016 года побывал на просмотре в киевском «Динамо-2», а 6 февраля стало известно, что Семёну просмотр продлили.
3 марта 2016 года было официально объявлено о подписании Ключиком контракта с одесским «Черноморцем». 27 марта того же года дебютировал за юношескую (U-19) команду «моряков» в домашнем матче против ужгородской «Говерлы», а 2 апреля впервые сыграл за молодёжный (U-21) состав в выездном поединке против луцкой «Волыни». 15 декабря 2016 года Семён покинул «чёрно-синих». Всего за время выступлений в составе одесской команды провёл 6 встреч в молодёжном первенстве (забил 1 мяч) и 6 игр в юношеском турнире, за основную команду так ни разу и не сыгравши.

## Статистика
| Клуб                  | Лига         | Сезон   | Чемпионат | Чемпионат | Кубок | Кубок | Дубль | Дубль |
| Клуб                  | Лига         | Сезон   | Игры      | Голы      | Игры  | Голы  | Игры  | Голы  |
| --------------------- | ------------ | ------- | --------- | --------- | ----- | ----- | ----- | ----- |
| Металлург (Запорожье) | Премьер-лига | 2014/15 |           |           |       |       | 1     | 0     |
| Металлург (Запорожье) | Премьер-лига | 2015/16 | 2         | 0         |       |       | 9     | 0     |
| Черноморец            | Премьер-лига | 2015/16 |           |           |       |       | 4     | 1     |
| Черноморец            | Премьер-лига | 2016/17 |           |           |       |       | 2     | 0     |

## Семья
Отец Семёна Леонид и старший брат Сергей бывшие футболисты, а племянники Андрей и Евгений выпускники ДЮСШ «Металлурга».